# 田灣及石排灣
田灣及石排灣（英語：Tin Wan and Shek Pai Wan，取消前代號Q03），是香港南區區議會下轄的選區，1982年設立，1994年分拆，原有範圍分別劃入香田、香漁以及石排灣選區。

## 範圍
取消時選區由田灣及石排灣一帶組成，包圍住中間的香港仔選區，區內以田灣邨、漁光村及石排灣邨人口為主、夾集田灣區內的私人樓宇。南面與鴨脷洲北選區隔海相望，西面與薄扶林、華富選區相連，東面則連接黃竹坑選區，北面則連接中西區半山及山頂選區。

## 沿革
1982年區議會選舉，南區設有6個選區，每區選出一席，田灣及石排灣選區包括田灣及石排灣範圍。根據香港政府憲報一九八二年第三十四期，當時有三個票站，分別是石排灣邨內的石排灣聖伯多祿學校、貝璐道嘉諾撒培德書院及田灣山道魚類統營處香港仔工業中學，其後嘉諾撒培德書院及魚類統營處香港仔工業中學票站，經香港政府憲報一九八二年第五十期由漁光村漁光幼稚園及田灣街香港仔明愛服務中心所取代。選舉由代表香港公民協會的陳若瑟以2,855票打敗謝傑圖1,126票及李貴源463票，當選本區首任議員。
1983年由於陳若瑟獲選為市政局議員，而成為當然區議員，根據當時選舉條例，須辭去原有區議會民選議員席位，所以1983年5月12日舉行補選以填補上述空缺，結果在只有謝傑圖報名之下，由謝氏當選。最終該項規定於1988年修改，議員自始可以同時擔任區議會及市政局民選議員。
1985年區議會選舉，南區維持6個選區，其中田灣及石排灣選區選出兩席。根據香港政府憲報一九八四年第三十二期，當時設有三個票站，分別是石排灣邨內的石排灣聖伯多祿學校、漁光村漁光幼稚園及田灣街香港仔明愛服務中心。本區吸引到四人參選，結果由代表港人協會的朱耀華以2,050票取得第一席，第二席則由香港公民協會的苗華振以1,870票打敗對手謝傑圖1,835票及易蔭華的1,831票而當選。
1988年區議會選舉，南區設有7個選區，田灣及石排灣選區維持不變，根據香港政府憲報一九八七年第三十三期，當時設有三個票站，分別是石排灣邨內的石排灣聖伯多祿學校、漁光村漁光幼稚園及田灣街香港仔明愛服務中心。本區繼續吸引到四人參選，結果由香港公民協會的苗華振以1,706票取得第一席，第二席則由洪天理以1,699票打敗對手民協朱耀華1,621票及香港公民協會的梁熾輝的1,141票而當選。
1991年區議會選舉，南區設有8個選區，田灣及石排灣選區改為單議席。根據香港政府憲報一九九O年第三十二期，當時設有三個票站，分別是石排灣邨內的羅宗淦紀念學校、漁光村漁光幼稚園及田灣街香港仔明愛服務中心。本區吸引到三人參選，其中苗華振代表自民聯/香港公民協會出戰，得到2,300票而當選，洪天理只得2,019票而未能連任，而民協/港同盟的招金海則得到630票。
1993年港督彭定康推行政改方案改革區議會，取消所有委任議席及雙議席選區制度，全面實行單議席單票制，並改由選區分界及選舉事務委員會制定，區議會選區數目亦隨人口變動而大幅增加，田灣及石排灣選區基於區內受田灣邨清拆重建而人口下跌，全區與香港仔一帶合併後，分劃為香田、香漁以及石排灣選區。1994年區議會選舉，苗華振轉往石排灣選區參選。

## 歷屆議員
| 屆別                  | 議員   | 政治聯繫           | 政治聯繫       | 議員           | 政治聯繫       | 政治聯繫       |
| --------------------- | ------ | ------------------ | -------------- | -------------- | -------------- | -------------- |
| 1982年－1983年4月     | 陳若瑟 |                    | 公民協會       | 定為單議席選區 | 定為單議席選區 | 定為單議席選區 |
| 1983年5月13日－1985年 | 謝傑圖 |                    | 無黨籍         | 定為單議席選區 | 定為單議席選區 | 定為單議席選區 |
| 1985年－1988年        | 苗華振 |                    | 公民協會       | 朱耀華         |                | 港人協會       |
| 1988年－1991年        | 苗華振 | 洪天理             | 公民協會       |                | 無黨籍         |                |
| 1991年－1994年        | 苗華振 | 自 自民聯/公民協會 | 定為單議席選區 | 定為單議席選區 | 定為單議席選區 |                |

## 歷屆選舉結果
| 政党   | 政党            | 候选人 | 票数  | %     | ±      |
| ------ | --------------- | ------ | ----- | ----- | ------ |
|        | 自民聯/公民協會 | 苗華振 | 2,300 | 46.47 | +18.81 |
|        | 無黨派          | 洪天理 | 2,019 | 40.80 | +13.26 |
|        | 民協/港 港同盟  | 招金海 | 630   | 12.73 | -13.55 |
| 多数票 | 多数票          | 多数票 | 281   | 5.68  | +4.42  |

| 政党   | 政党     | 候选人 | 票数  | %     | ±      |
| ------ | -------- | ------ | ----- | ----- | ------ |
|        | 公民協會 | 苗華振 | 1,706 | 27.66 | +3.01  |
|        | 無黨派   | 洪天理 | 1,699 | 27.54 | 不適用 |
|        | 民協     | 朱耀華 | 1,621 | 26.28 | -0.74  |
|        | 公民協會 | 梁熾輝 | 1,141 | 18.50 | 不適用 |
| 多数票 | 多数票   | 多数票 | 78    | 1.26  | 0.80   |

| 政党   | 政党     | 候选人 | 票数  | %     | ±      |
| ------ | -------- | ------ | ----- | ----- | ------ |
|        | 港人協會 | 朱耀華 | 2,050 | 27.02 | 不適用 |
|        | 公民協會 | 苗華振 | 1,870 | 24.65 | 不適用 |
|        | 無黨派   | 謝傑圖 | 1,835 | 24.19 | 不適用 |
|        | 無黨派   | 易蔭華 | 1,831 | 24.14 | 不適用 |
| 多数票 | 多数票   | 多数票 | 35    | 0.46  | -14.46 |

| 政党   | 政党   | 候选人 | 票数     | %   | ±   |
| ------ | ------ | ------ | -------- | --- | --- |
|        | 無黨派 | 謝傑圖 | 自動當選 | N/A | N/A |
| 多数票 | 多数票 | 多数票 | N/A      | N/A | N/A |

| 政党   | 政党     | 候选人 | 票数  | %     | ±      |
| ------ | -------- | ------ | ----- | ----- | ------ |
|        | 公民協會 | 陳若瑟 | 2,855 | 64.24 | 不適用 |
|        | 無黨派   | 謝傑圖 | 1,126 | 25.34 | 不適用 |
|        | 無黨派   | 李貴源 | 463   | 10.42 | 不適用 |
| 多数票 | 多数票   | 多数票 | 663   | 14.92 | 不適用 |